# Конкордия (Синалоа)
Конкордия (исп. Concordia) — город в Мексике, в штате Синалоа, входит в состав одноимённого муниципалитета и является его административным центром. Численность населения, по данным переписи 2010 года, составила 8328 человек.

## Общие сведения
Город был основан 20 января 1565 года испанским исследователем Франсиско де Ибаррой, и носил название Сан-Себастьян. 5 сентября 1828 года город был переименован в Конкордия, после прошедшего здесь объединения двух масонских братств.
Название Concordia с испанского языка можно перевести как место объединения.

## Ссылки

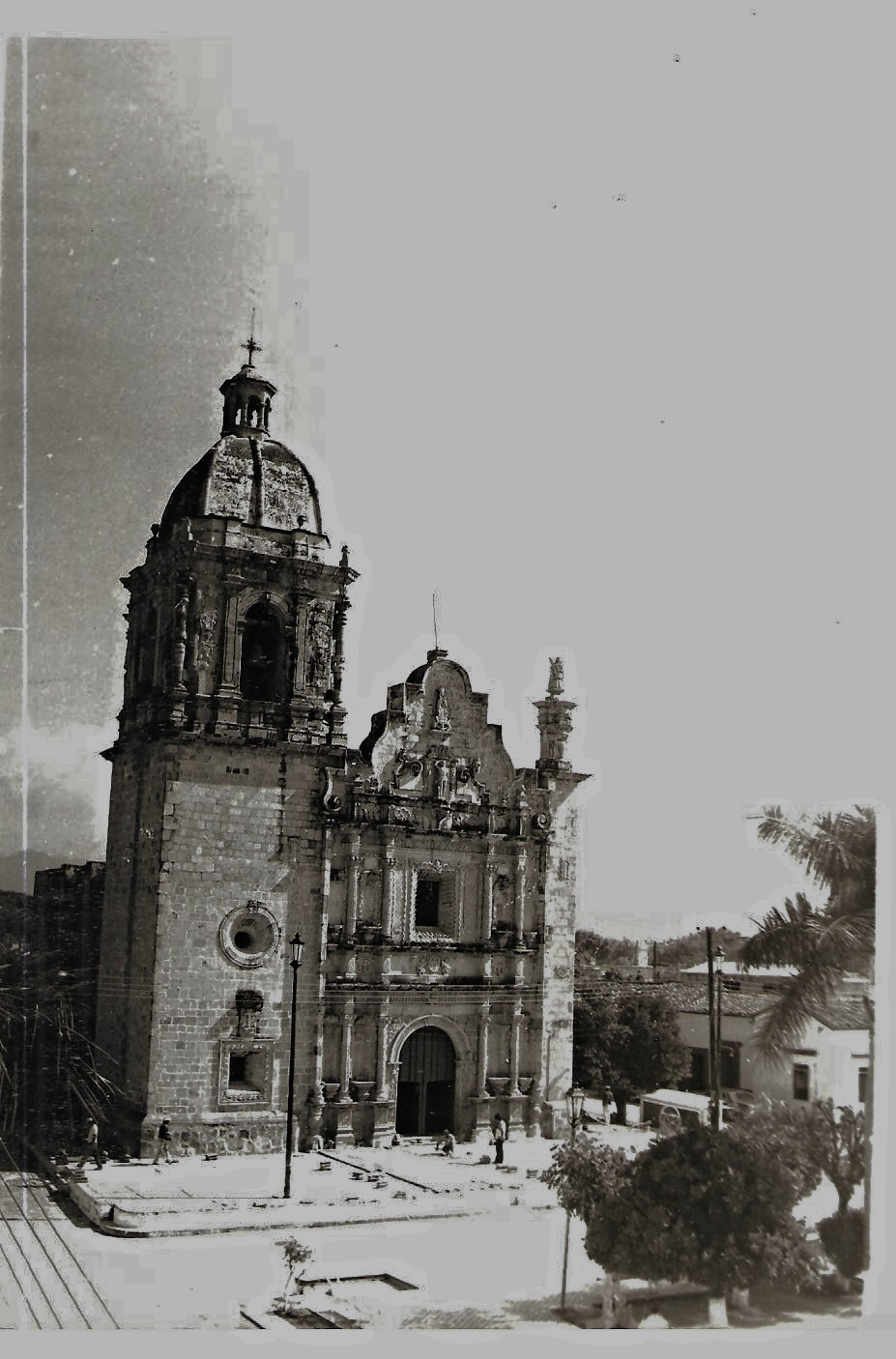
Церковь Святого Себастьяна